# Байки (Тверская область)
Байки — деревня в Сонковском районе Тверской области. Входит в состав Горского сельского поселения.

## География
Находится в восточной части Тверской области на расстоянии приблизительно 11 км по прямой на северо-запад от районного центра поселка Сонково.

## История
Деревня была отмечена еще на карте 1825 года. В 1859 году здесь (тогда деревня Бежецкого уезда Тверской губернии) было учтено 29 дворов.

## Население
Численность населения: 207 человек (1859 год), 12 (русские 100 %) в 2002 году, 1 в 2010.